# Gerenia bengalensis
Gerenia bengalensis är en insektsart som beskrevs av Bhowmik och Halder 1984. Gerenia bengalensis ingår i släktet Gerenia och familjen gräshoppor. Inga underarter finns listade i Catalogue of Life.